# Torri Huske
Victoria „Torri“ Huske (Halifax, 7 december 2002) is een Amerikaanse zwemster. Ze vertegenwoordigde haar vaderland op de Olympische Zomerspelen 2020 in Tokio en op de Olympische Zomerspelen 2024 in Parijs. In Parijs werd Huske Olympisch kampioen in de 100 meter vlinderslag.

## Carrière
Bij haar internationale debuut, tijdens de Olympische Zomerspelen van 2020 in Tokio, eindigde Huske als vierde op de 100 meter vlinderslag. Op de 4×100 meter wisselslag veroverde ze samen met Regan Smith, Lydia Jacoby en Abbey Weitzeil de zilveren medaille, samen met Ryan Murphy, Lydia Jacoby en Caeleb Dressel eindigde ze als vijfde op de gemengde 4×100 meter wisselslag. Later dat jaar behaalde Huske 2 wereldtitels en 1 zilveren medaille in de estafettenummers op de Wereldkampioenschappen kortebaanzwemmen in Abu Dhabi. Individueel was ze goed voor een 6e plaats in de finale van de 100 meter vrije slag en een vierde plaats op zowel de 50 meter als de 100 meter vlinderslag.
In 2022 werd Huske voor het eerst wereldkampioene in een 50-meter bad dankzij winst op de 100m vlinderslag tijdens de WK in Boedapest. Samen met Regan Smith, Lilly King en Claire Curzan zwom Huske ook naar de wereldtitel op 4 x 100 meter wisselslag. Ook in de finale van de4 x 100 meter wisselslag gemengd behaalde Huske de werelditel, dit keer aan de zijde van Hunter Armstrong, Nic Fink en Claire Curzan. Huske was verder nog goed voor 3 bronzen medailles. Eén jaar later, op de WK van 2023 in Fukuoka behaalde ze een gouden medaille: op de 4 x 100 meter wisselslag werd ze ook mee tot wereldkampioene gekroond omwille van haar deelname in de reeksen.
In 2024 nam Huske opnieuw deel aan de Olympische Spelen. In Parijs was Huske de snelste in de finale van de 100 meter vlinderslag, voor haar landgenote Gretchen Walsh en de Chinese Zhang Yufei. In de finale van de 100 meter vrije slag moest Huske tevreden zijn met zilver, achter de Zweedse Sarah Sjöström. Samen met Kate Douglass, Gretchen Walsh en Simone Manuel behaalde Huske ook zilver in de 4 × 100 meter vrije slag. Samen met haar landgenoten Ryan Murphy, Nic Fink en Gretchen Walsh zwom Huske naar de Olympische titel in de 4x100 meter wisselslag voor gemengde teams. Met een tijd van 3.37,43 verbeterden ze ook het wereldrecord. Samen met Regan Smith, Lilly King en Gretchen Walsh behaalde Huske ook nog Olympisch goud in de 4x100 meter wisselslag. Ook hier was de tijd van 3.49,63 goed voor een wereldrecord.

## Internationale toernooien
| Jaar | Olympische Spelen                                                                                      | WK langebaan | WK kortebaan | PanPacs | Pan-Amerikaanse Spelen |
| ---- | --- | --- | --- | ------- | ---------------------- |
| 2021 | 4e 100m vlinderslag · 4×100m wisselslag · 5e 4×100m wisselslag gemengd                                 | | 6e 100m vrije slag · 4e 50m vlinderslag · 4e 100m vlinderslag · 4x50m vrije slag · Huske zwom enkel in de series · 4x100m vrije slag · Huske zwom enkel in de series · 4x200m vrije slag · 4e 4x100m wisselslag · Huske zwom enkel in de series · 4e 4x50m vrije slag gemengd · Huske zwom enkel in de series |         |                        |
| 2022 | | 6e 50m vrije slag · 100m vrije slag · 6e 50m vlinderslag · 100m vlinderslag · 4x100m vrije slag · 4x100m wisselslag · 4x100m vrije slag gemengd · 4x100m wisselslag gemengd | 5e 100m vrije slag · 50m vlinderslag · 100m vlinderslag · 4x50m vrije slag · 4x100m vrije slag · 4x50m wisselslag · 4x100m wisselslag · 4x50m wisselslag gemengd |         |                        |
| 2023 | | 5e 50m vlinderslag · 100m vlinderslag · 4x100m vrije slag · Huske zwom enkel in de series · 4x100m wisselslag · Huske zwom enkel in de series · 4x100m wisselslag gemengd   | |         | geen deelname          |
| 2024 | 100m vlinderslag · 4×100m vrije slag · 4×100m wisselslag · 100m vrije slag · 4×100m wisselslag gemengd | geen deelname | 10 - 15 december 2024 |         |                        |
| 2025 | | 4x100m wisselslag · 4x100m vrije slag gemengd · 4x100m vrije slag · 100m vrije slag                                                                                         | |         |                        |

## Persoonlijke records
Bijgewerkt tot en met 29 juli 2024
Langebaan
| Afstand          | Tijd    | Datum         | Plaats       |
| ---------------- | ------- | ------------- | ------------ |
| 50m vrije slag   | 24,09   | 22 juni 2024  | Indianapolis |
| 100m vrije slag  | 52,90   | 18 juni 2024  | Indianapolis |
| 200m vrije slag  | 1.59,14 | 27 april 2022 | Greensboro   |
| 50m vlinderslag  | 25,33   | 28 juni 2023  | Indianapolis |
| 100m vlinderslag | 55,52   | 16 juni 2024  | Indianapolis |
| 200m wisselslag  | 2.08,47 | 13 april 2024 | San Antonio  |

Korte baan
| Afstand          | Tijd    | Datum            | Plaats    |
| ---------------- | ------- | ---------------- | --------- |
| 50m vrije slag   | 24,08   | 15 december 2022 | Melbourne |
| 100m vrije slag  | 51,73   | 13 december 2022 | Melbourne |
| 200m vrije slag  | 1.54,72 | 20 december 2021 | Abu Dhabi |
| 50m vlinderslag  | 24,64   | 14 december 2022 | Melbourne |
| 100m vlinderslag | 54,75   | 15 december 2022 | Melbourne |